# Fifth Street (Texas)
Fifth Street est une census-designated place située dans le comté de Fort Bend, dans l’État du Texas, aux États-Unis. Sa population s’élevait à 2 486 habitants lors du recensement de 2010.